# Wenzel II av Böhmen
Wenzel II av Böhmen, ibland Wencel II, född 1271, död 21 juni 1305 var en böhmisk och polsk kung.

## Biografi
Wenzel II var son till Ottokar II av Böhmen. Han regerade i Böhmen från faderns död 1278 till sin död 1305. Han lyckades vinna Schlesien, Krakow och Storpolen och lät sig 1300 krönas till kung av Polen. 1301 lyckades han även få sin son Wenzel III utsedd till arvtagare på den ungerska tronen. Hans regeringstid var en tid av lyftning för Böhmens materiella kultur, men under densamma befordrades även i hög grad landets germanisering. Gift med Judith av Habsburg och därefter med Elisabeth Rikissa av Polen.